# 卡缅卡区 (斯维尔德洛夫斯克州)
卡缅卡区（羅馬化：Kamenskiy rayon）是俄罗斯斯维尔德洛夫斯克州的一个区，面积2,146.02平方（828.58平方英里）。其行政中心为烏拉爾地區卡緬斯克。该区2021年人口有27,430人；2010年人口28,111；2002年人口29,669；1989年人口32,307。